# John Ales

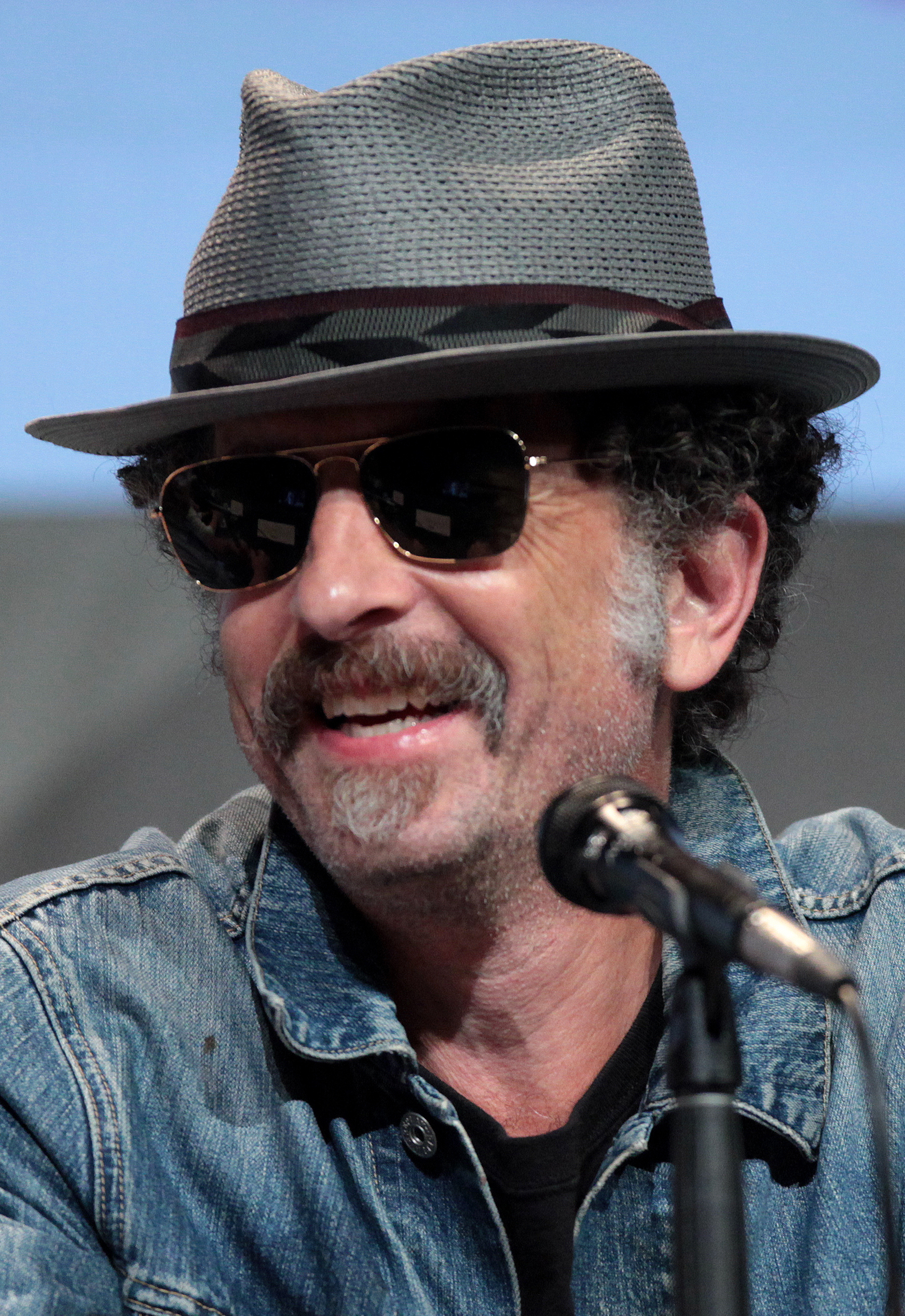
John Ales (2015)

John Ales (* 3. Januar 1969) ist ein US-amerikanischer Film- und Fernsehschauspieler.

## Karriere
Ales spielte ab den 1990er Jahren in zahllosen Fernsehserien mit. Im Kino war er u. a. 1996 in Der verrückte Professor und dessen Fortsetzung Familie Klumps und der verrückte Professor zu sehen. 2020 übernahm er in einer Folge von Star Trek: Picard die Rolle des Wissenschaftlers Bruce Maddox, die zuvor in der Episode Wem gehört Data? der Serie Raumschiff Enterprise: Das nächste Jahrhundert von Brian Brophy verkörpert worden war. Sein Schaffen für Film und Fernsehen umfasst mehr als 80 Produktionen.

## Filmografie (Auswahl)
- 1985: Zeus – The Crime Killer (Crime Killer)
- 1993: Die Staatsanwältin und der Cop (Fernsehserie, Episodenrolle)
- 1994–95: Madman of the People (Fernsehserie)
- 1996: Agent 00 – Mit der Lizenz zum Totlachen
- 1996: Der verrückte Professor
- 1997–98: Bezaubernder Dschinni (Fernsehserie)
- 1998: Fantasy Island (Fernsehserie, Episodenrolle)
- 1999: Wer mit dem Teufel reitet
- 1999: Chicago Hope: Endstation Hoffnung (Fernsehserie, Episodenrolle)
- 2000: Familie Klumps und der verrückte Professor
- 2001: Auf der Flucht – Die Jagd geht weiter (Fernsehserie, Episodenrolle)
- 2001: Burning Down the House
- 2001: The Zeros
- 2001: Uprising – Der Aufstand (Fernsehfilm)
- 2003: Boomtown (Fernsehserie, Episodenrolle)
- 2004: CSI: Miami (Fernsehserie, Episodenrolle)
- 2005: Without a Trace – Spurlos verschwunden (Fernsehserie, Episodenrolle)
- 2006: Mud Show (Fernsehfilm)
- 2007: Dragon Wars (Fernsehserie, Episodenrolle)
- 2008: In Plain Sight – In der Schusslinie (Fernsehserie, Episodenrolle)
- 2009: CSI: Vegas (Fernsehserie, Episodenrolle)
- 2009: Medium – Nichts bleibt verborgen (Fernsehserie, Episodenrolle)
- 2010: The Mentalist (Fernsehserie, Episodenrolle)
- 2010: Miami Medical (Fernsehserie, Episodenrolle)
- 2010: Mad Men (Fernsehserie, Episodenrolle)
- 2011: Navy CIS (Fernsehserie, Episodenrolle)
- 2011: Burn Notice: The Fall of Sam Axe (Fernsehfilm)
- 2012: Rizzoli & Isles (Fernsehserie, Episodenrolle)
- 2013: Shake It Up! – Tanzen ist alles (Fernsehserie, Episodenrolle)
- 2016: Law & Order: Special Victims Unit (Fernsehserie, 2 Episoden)
- 2016: The Fosters  (Fernsehserie, Episodenrolle)
- 2016: Sex&Drugs&Rock&Roll (Fernsehserie)
- 2017: Bosch (Fernsehserie)
- 2017: Lethal Weapon (Fernsehserie, Episodenrolle)
- 2018: Sneaky Pete (Fernsehserie)
- 2019: Marvel’s Runaways (Fernsehserie, 2 Episoden)
- 2019: The Act (Fernsehserie)
- 2019–22: Euphoria (Fernsehserie)
- 2020: Star Trek: Picard (Fernsehserie, Episode 1x05)
- 2020: 68 Whiskey (Fernsehserie, Episodenrolle)
- 2020: MacGyver (Fernsehserie, Episodenrolle)
- 2021: True Story (Miniserie)
- 2022: Mord in Yellowstone City (Murder at Yellowstone City)
- 2022: 9 Bullets
- 2023: Painkiller (Miniserie)